# YS-11
YS-11是日本在第二次世界大戰後第一款開發的螺旋槳民航機。該名稱是「輸送機」日語羅馬拼音‘Yusouki’字首Y，「設計」日語羅馬拼音‘Sekkei’字首S，以及機身與引擎均為第一代，因而得名。

## 開發經過
在盟軍司令部（GHQ）結束日本的航空禁令後，當時的通商產業省主導成立「輸送機設計研究協會」（簡稱「輸研」），這是「日本航空機製造株式會社」（NAMC）的前身。NAMC是由幾家大型的重工業公司合作成立，分別是新三菱重工（後來的三菱重工）、富士重工（汽車部門即為Subaru汽車）、川崎重工、新明和工業、昭和飛行機、日本飛行機，而由三菱重工主導。有些公司在第二次世界大戰結束前就已經生產過軍用飛機或相關軍品。
飛機開發的主要目標是：中型飛機、可在1200公尺的跑道起降。
飛機的發動機是勞斯萊斯（Rolls-Royce）製造。
原型機在1962年8月30日首次試飛。1964年8月取得運輸省的型式證明。1965年9月取得美國聯邦航空管理局（FAA）的型式證明，因此具備外銷的條件。

## 飛機製造及使用

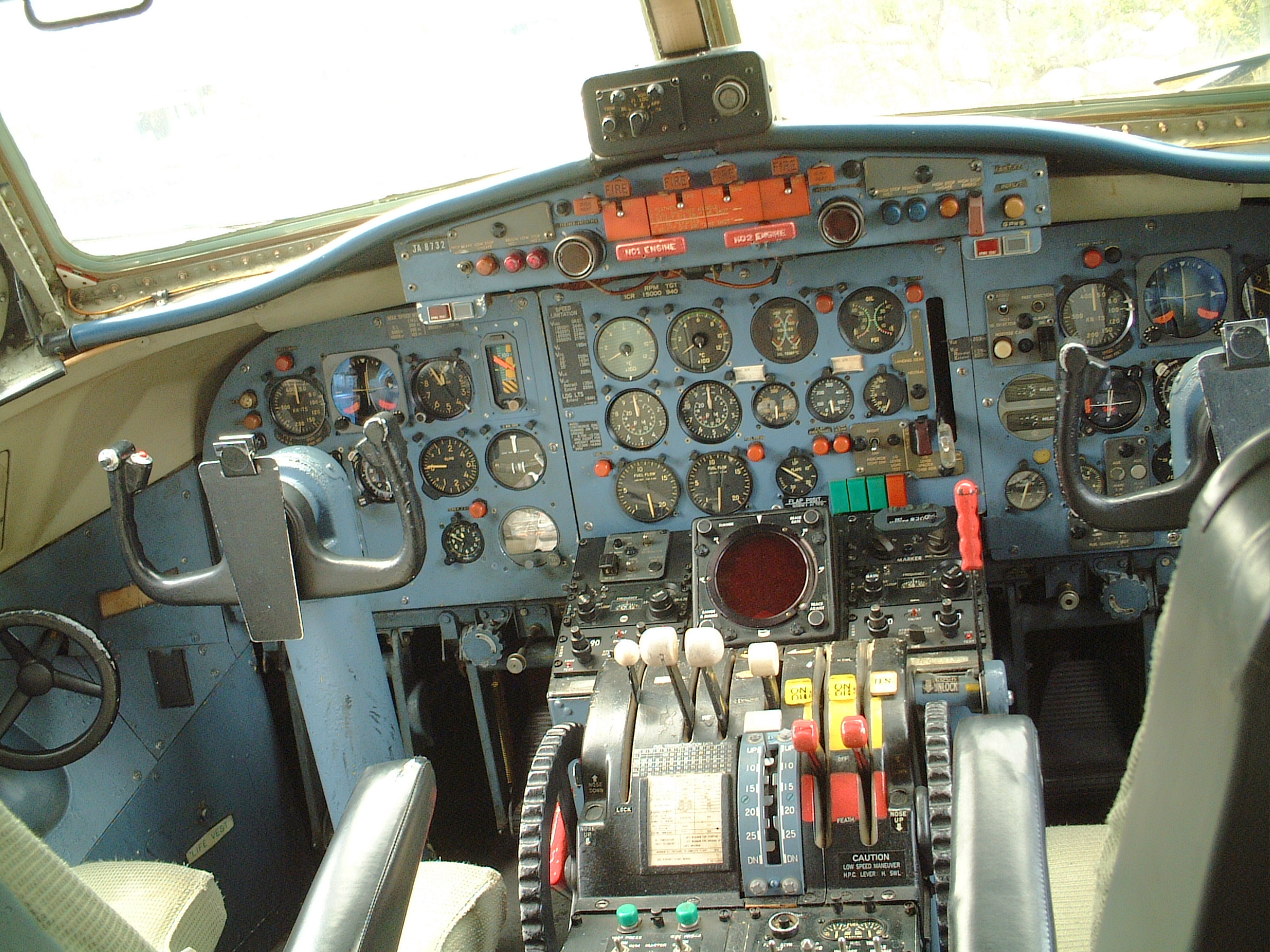
YS-11的駕駛艙

由於設計者及製造公司在戰前設計生產過軍用飛機，因此YS-11的設計風格受到軍用飛機的影響很深。
YS-11一共生產了182架，頭2架為原型機。日本國內民用75架、官方34架、外銷13國76架。但是，因為受到石油危機影響，飛機的訂單驟減，於1974年在第180架量產機交機後便停止生產，並且解散了NAMC。飛機的售後服務轉由三菱重工負責。
中華航空在1960年代曾買進兩架YS-11，但其中一架墜毀於松山機場附近，另一架服役至80年代才轉售日本，成為華航最後一款使用的螺旋槳引擎客機。
在日本國內，已沒有現役民用的YS-11，日本航空的子公司日本空中通勤（Japan Air Commuter, JAC）是最後以此機種進行日本國內民用飛行的公司，但已經於2006年9月30日之後全部停飛。停飛原因是因為日本的國土交通省要求國內的航空公司在其民航飛機都要加裝TCAS（飛機防互撞警告系統）。未加裝TCAS的飛機只能飛到2006年底。而加裝給YS-11的TCAS一架要花費1億日圓（93萬美元，依照1USD = 107JPY計算），對於YS-11這種年代久遠的飛機來說並不划算，因此航空公司引進新機種取代它。停飛後的YS-11除了報廢解體及公開展覽外，尚於適航狀態的飛機則賣給國外的航空公司。
在日本官方，海上自衛隊擁有10架、航空自衛隊擁有13架、海上保安廳擁有5架、國土交通省（運輸省）航空局有6架。通常用來訓練、運輸、巡邏用。海上自衛隊曾經以此機載運庫頁島的一名全身燒傷少年緊急就醫。有部份飛機換裝性能更好的通用電氣GE T64型發動機。

## 未來

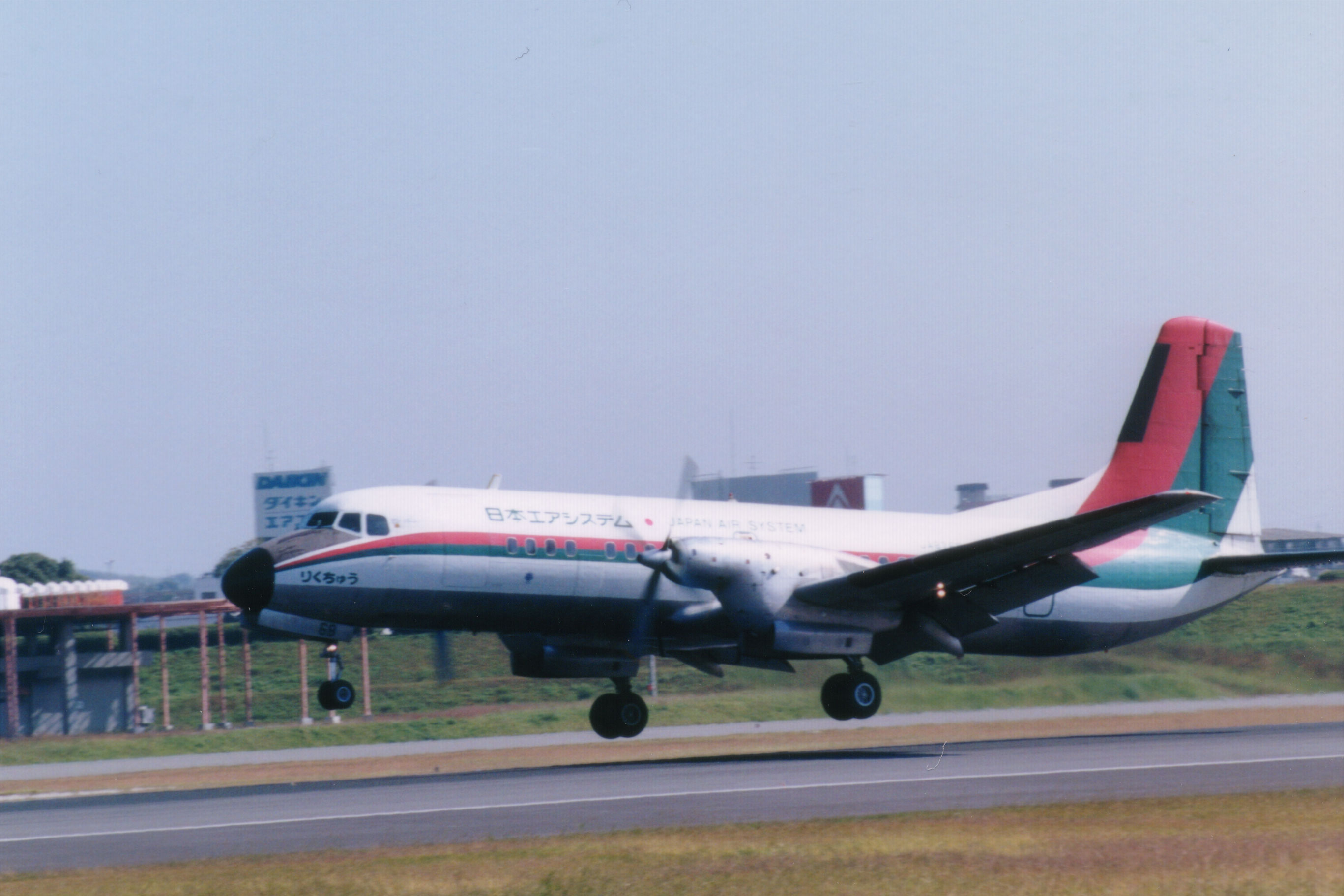
1990年大阪國際機場的YS-11

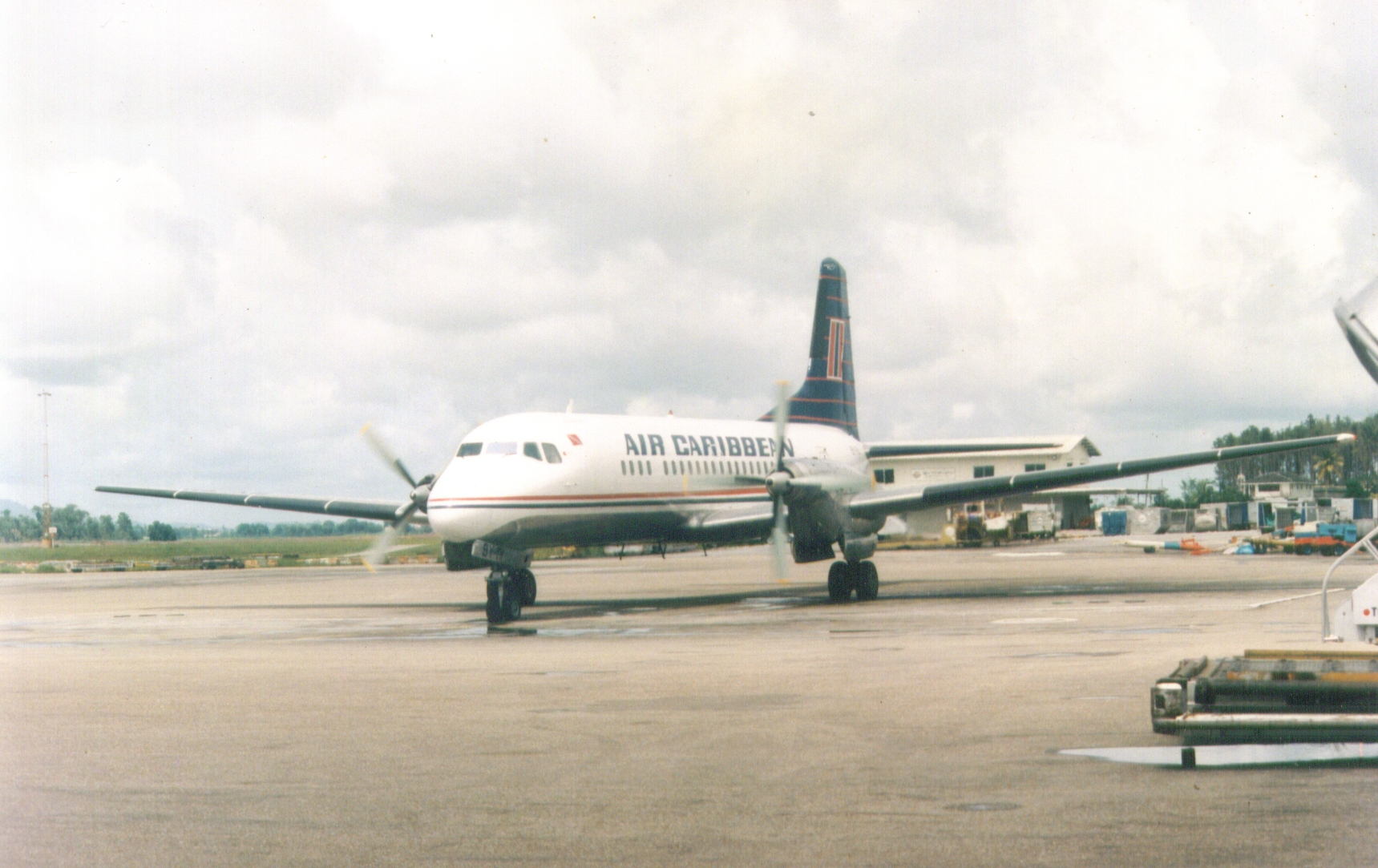
1998年加勒比海航空外銷機

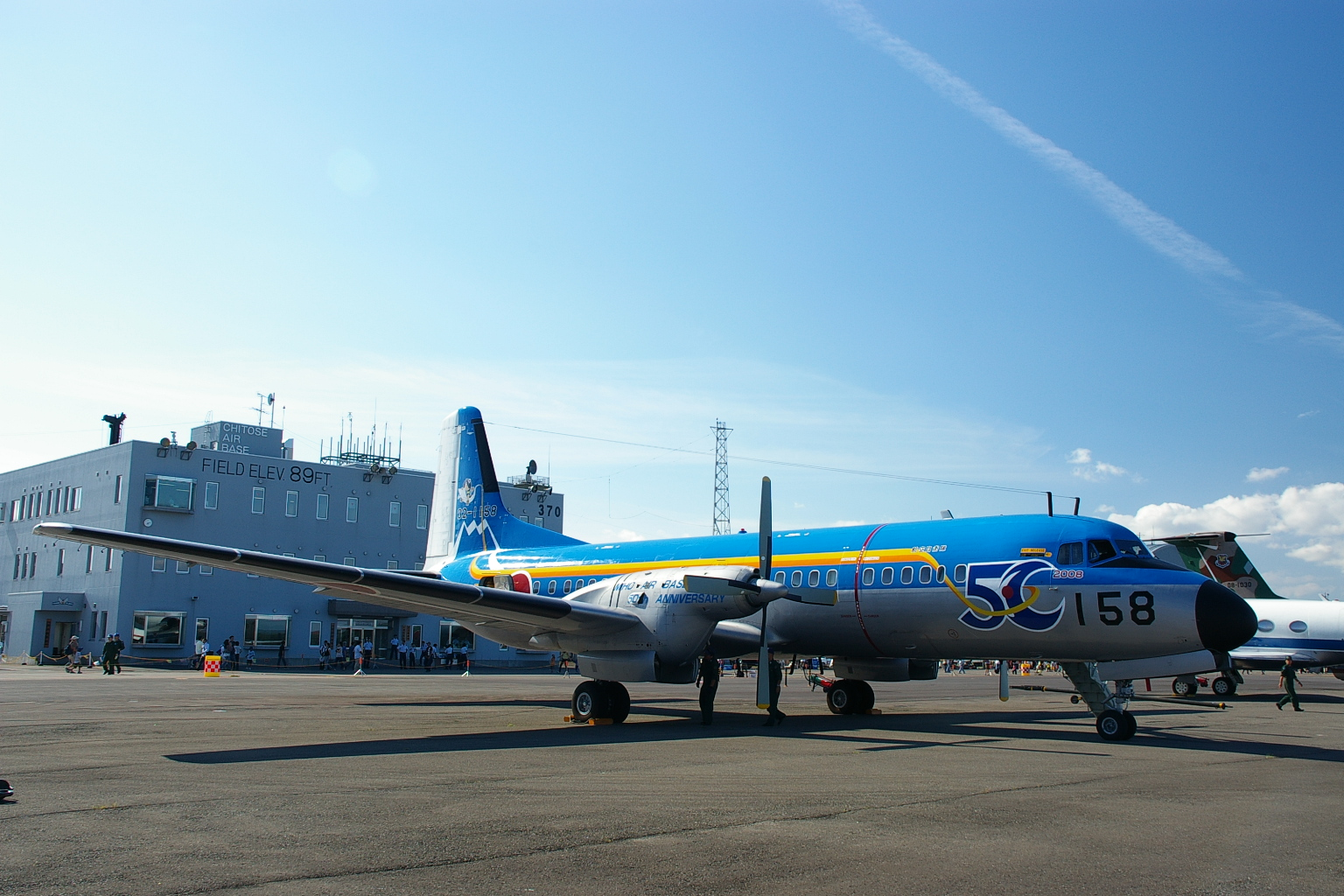
2008年自衛隊慶祝彩繪

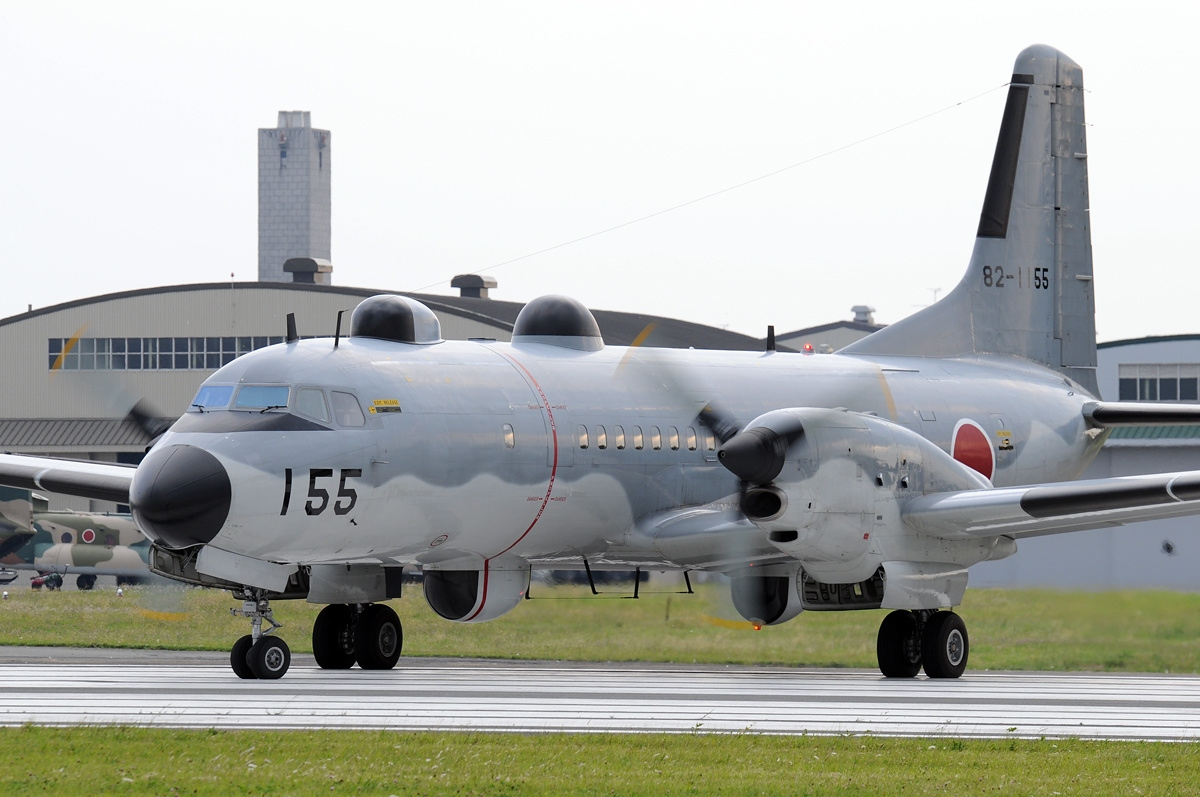
YS-11EA

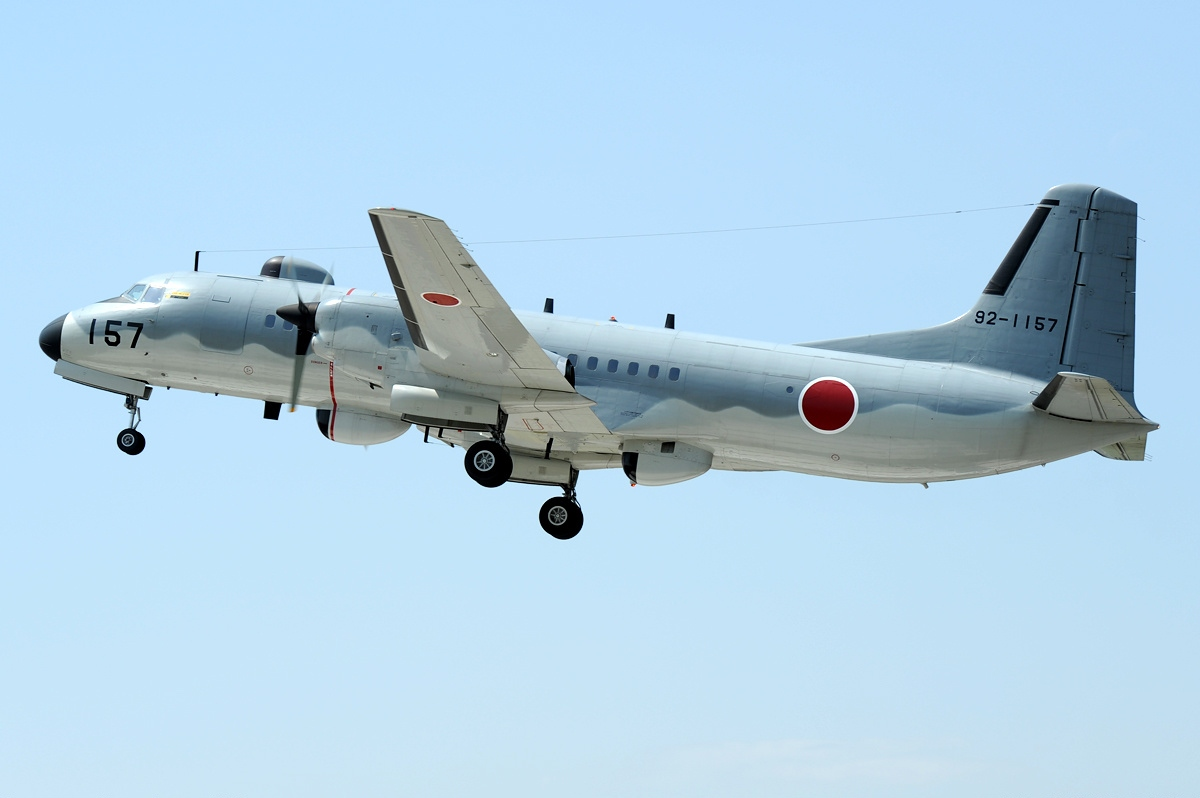
YS-11EB

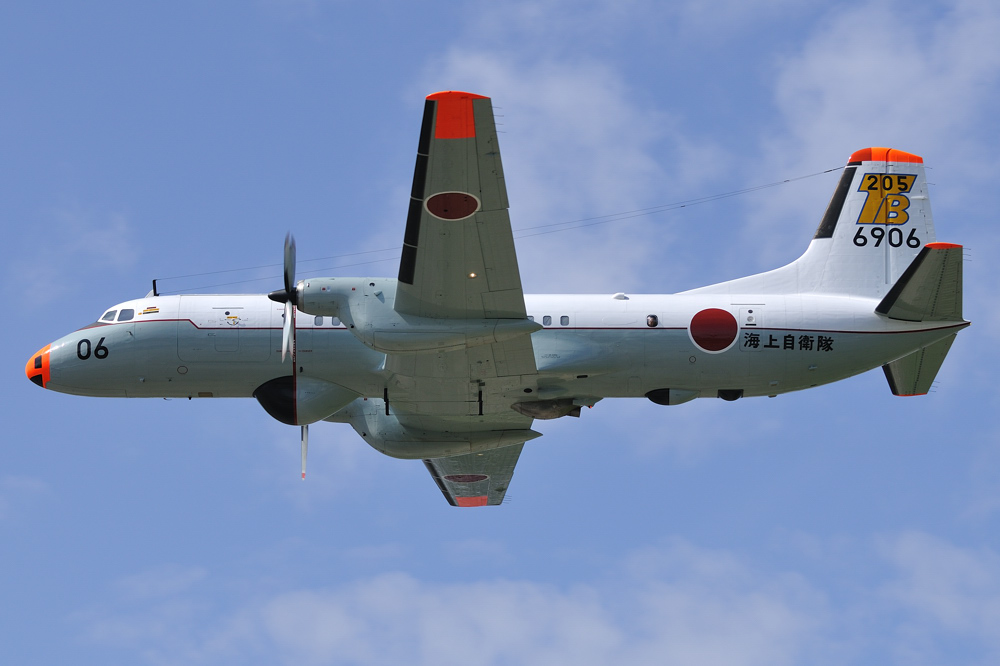
YS-11T-A

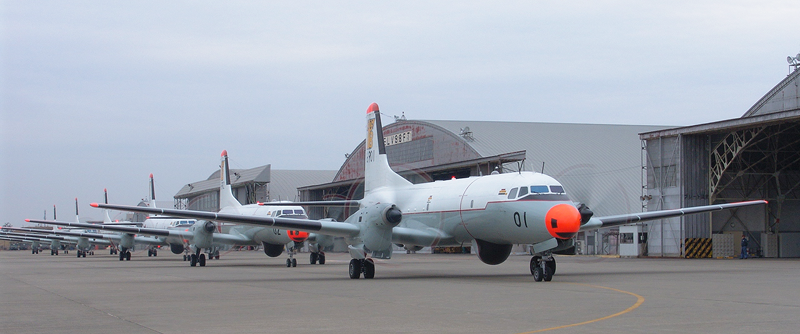
跑道上的YS-11T-A

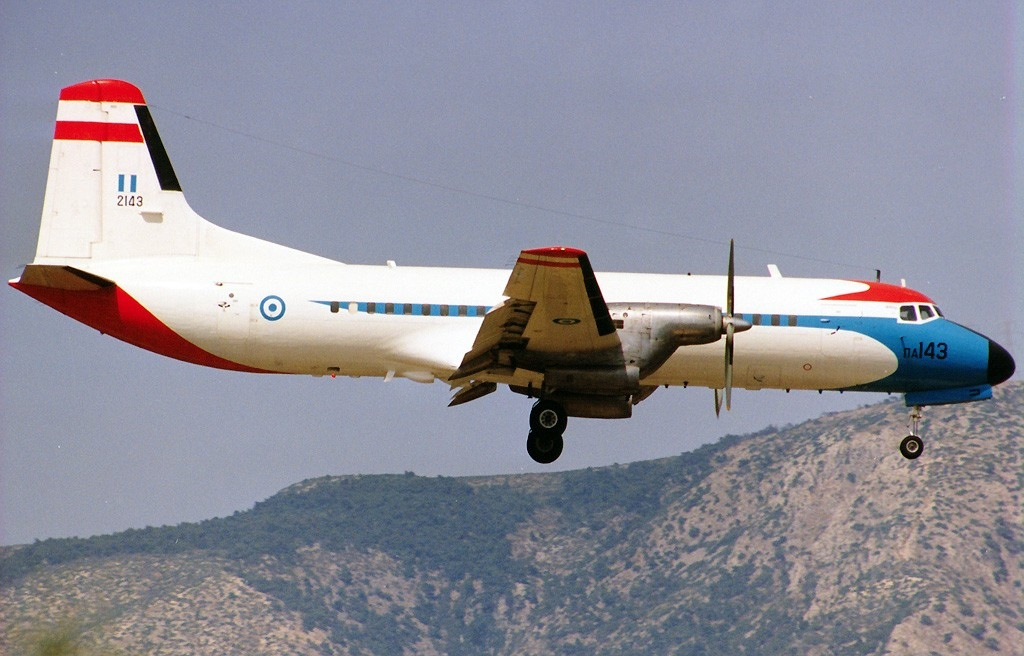
希腊空军

在YS-11停產後，曾有後繼機的開發計畫，改用噴射引擎做為動力，開發代號是YS-X，但後來未付諸實行。

## 機體特性
YS-11的設計者都是開發軍用機出身，多數工作人員沒設計過（甚至沒搭乘過）民航機。結果是本機擁有優秀的可靠性與耐用性，但對乘客來說機內震動與噪音大、乘坐舒適性差，甚至對機師來說操縱起來也很耗體力，有著強烈的軍用運輸機性格。因此重視乘坐舒適性、操作經濟性的民航業者，對本機的評價幾乎都不好；相對的至今仍有YS-11繼續在自衛隊服役，也說明其擁有高水準的可靠性。

### 機體
歐美業者開發民航機時，多半會設定一定期間的使用年限。但YS-11的機體設計反映其軍用機性格，設定的安全係數遠高於普通民航機。開發者在東京調布市的航空宇宙技術研究所（現在的JAXA）的巨型水槽中進行重複機身加壓、減壓測試，持續了26個月、約9萬個小時，機身都沒出現損傷，最後因為測試裝置故障才終止。
但是機體強度是用重量増加換來的，本機過度重視強度，發動機出力又相對較不足，讓本機變得非常笨重。前測試飛行員沼口正彦在退休後，也表示「YS-11的動力不足很明顯」，許多開過的機師也都有同樣的感想。曾駕駛YS-11的全日空機長内田幹樹，在著作中也充滿「最初對如此孱弱的動力很驚訝」、「駕駛艙不是很冷就是很熱，實在很糟」、「為什麼在飛行迷當中人氣一直很高，我完全不能理解」、「這架飛機就像給豐田皇冠裝上輕自動車的引擎」、「幾乎沒見過機師同行對此機有好感」的負面評價。此外因為重量對起降的負荷也大，導致機輪也得經常更換。

### 操控性
為了可靠性與減重，操縱系統不使用主流的液壓而是鋼纜控制，也沒有自動駕駛裝置（部分機體之後才有加裝），幾乎都要靠人力操縱，被許多機師揶揄是「世界最大的人力飛行機」。以鋼纜操縱如此大型機體自然需要很大的力氣，據說當中最重的是副翼。有自衛官表示遇到亂流的時候「手臂肌肉都浮出來」、表演急迴轉的時候「像要把鋼纜扯斷」一樣用力。海上自衛隊使用無自動駕駛裝置的機種訓練時，會讓機師每30分鐘換班休息。
在起降的時候機師評論「飛不太起來也降不太下去」，有人指出是主翼太長導致滑翔能力過高，航空管制官也會提早對YS-11提出高度降低許可。

### 機艙設備
機上的廁所是沒有沖水的化學廁所，只有少數輸出國外的YS-11才有循環式沖水馬桶，廁所的照明也很暗。機上的冷、暖氣在開強時也不穩定，空調設備的可靠性反而比較差。座位上面只有類似火車的置物棚，置物空間也很小。機內照明採用圓形螢光讀書燈，讓人聯想起舊式巴士。初期機種沒有內置登機梯，在小型地方機場運用很不方便。（較後期的機種才有搭載登機梯）

## 各類數據
- 全長：26.3公尺
- 翼展：32.0公尺
- 全高：8.9公尺
- 發動機：勞斯萊斯（Rolls-Royce Dart） 542-10型（2,680shp/3,060ehp）2具
- 淨重：15,500公斤（31,000磅）
- 最大起飛重量：24,500公斤（54,000磅）
- 巡航速度：245節（454 公里／小時）
- 最遠航程：1110公里
- 座席數：64席

## 衍生機型
- YS-11：原始機型，正式名稱為YS-11-100。(機身編號JA8611，目前在成田機場旁的日本航空博物館戶外展示)
- YS-11A：改良型。旅客型-200、客貨兩用型-300、貨物型-400。（日本海上保安廳運輸機）
- YS-11C：YS-11A-400的航空自衛隊運輸機專用型式。
- YS-11E：航空自衛隊的ECM訓練使用機型。
- YS-11EC：航空自衛隊的ELINT任務使用機型。
- YS-11FC：航空自衛隊的飛行機。
- YS-11M：海上自衛隊運輸機。
- YS-11NT：航空自衛隊的飛行訓練機。
- YS-11T-A：海上自衛隊的機上作業訓練機。

YS-11出廠原型機YS11 PROP-JET （页面存档备份，存于）

## 事故
YS-11型飞机共发生过超过20起机体损毁事故。
- 1966年11月13日，日本全日空533号航班（日语：全日空松山沖墜落事故）在日本松山机场附近坠海，造成全部5名机组人员与45名乘客死亡。[1]
- 1969年10月20日，日本全日空104号班机在宫崎机场降落时冲出跑道，所幸机上4名机组人员与49名乘客无人受伤。[2]
- 1969年12月11日，一架大韩航空的YS-11在自江陵机场飞往汉城金浦机场的航程中被劫持，降落在北韓境内咸镜南道定平郡的宣德機場。[3]飞机在降落过程中严重损毁，事后作报废处理。[4]飞机、航班人员与乘客至今留在北韓。[5]
- 1970年8月12日，由花蓮往臺北松山機場的中華航空206號班機空難在降落时在圆山坠毁，2名机组人员与12名乘客遇难身亡，17人受伤。[6]
- 1971年4月1日，一架印尼Merpati Nusantara航空公司的YS-11飞机在雅加达Kemayoran机场（英语：Kemayoran Airport）作训练飞行时，起落架未能放下，以机腹着地。[7]
- 1971年7月3日，日本东亚国内航空63号航班编号为JA8764的YS-11型飞机，由札幌飛往函馆時撞山坠毁于函馆机场西北横津岳（日语：横津岳），机上上68人全部遇难身亡。[8]
- 1971年11月7日，一架巴西VASP航空（英语：VASP）的YS-11型飞机在阿拉加尔萨斯机场维修时因意外着火焚毁，2名安保人员在火灾中丧生。[9]
- 1972年4月12日，一架巴西VASP航空的YS-11型飞机在从圣保罗飞往里约热内卢时，坠毁在里约热内卢北部，全部4名机组人员与21名乘客遇难身亡。[10][11]
- 1972年10月18日，一架巴西Cruzeiro do Sul航空（葡萄牙語：Serviços Aéreos Cruzeiro do Sul）的YS-11型飞机在巴西圣保罗孔戈尼亞斯/聖保羅機場冲出跑道，机体损毁。[12]
- 1972年10月21日，一架希腊奧林匹克航空的YS-11型飞机从科孚飞往雅典途中，在接近目的地时因地面大雾，坠毁于附近海面，副驾驶员与36名乘客遇难身亡，机长、2名空中乘务员与其他16名乘客幸免。[13]
- 1973年10月23日，一架巴西VASP航空YS-11型飞机在里约热内卢聖杜蒙特機場起飞时冲出跑道，坠入瓜納巴拉灣，8名旅客遇难身亡。[14][15]
- 1974年3月5日，一架美国太平洋西南航空的YS-11型飞机在飞行训练时于加利福尼亚州博雷戈泉以东沙漠中紧急迫降，飞机损毁。[16]
- 1974年11月6日，一架里夫·阿留申航空公司（英语：Reeve Aleutian Airways）的YS-11型飞机在美国阿拉斯加州安克拉治國際機場机库中起火焚毁。[17]
- 1975年5月28日，日本东亚国内航空621号班机在大阪国际机场降落时因起落架轮胎爆胎偏出跑道，机身损毁。[18]
- 1976年11月23日，希臘奥林匹克航空830號班機（英语：Olympic Airways Flight 830）在科扎尼附近降落时，因低空有云雾能见度接近零，撞毁在Metaxas山上，全部4名机组人员与46名乘客遇难身亡。[19]
- 1977年4月29日，一架Cruzeiro航空公司的YS-11型飞机在巴西圣卡塔琳娜州纳韦甘蒂斯机场降落时冲出跑道，机身损毁。[20]
- 1977年7月17日，一架菲律宾航空公司的YS-11型飞机因引擎故障在麥克坦-宿霧國際機場以机腹迫降，飞机损毁。[21]
- 1983年3月11日，日本近距離航空公司497号班機在中标津机场于跑道前过早触地坠毁，53名机上人员中18人重伤，34人轻伤。[22]
- 1987年1月13日，一架美国中太平洋航空公司（英语：Mid Pacific Air）的YS-11型飞机因双侧发动机故障，在印第安纳州雷明顿（英语：Remington, Indiana）附近郊野中迫降，机身损毁。[23]
- 1988年1月10日，日本东亚国内航空670號班機在与那国岛米子机场起飞时，因机翼未按规定除冰，冲出跑道坠入在海中，机体损毁。[24]
- 1989年3月15日，一架美国中太平洋航空公司的YS-11型飞机在印第安纳州普渡大學機場降落时，因水平尾翼结冰冲出跑道坠毁，机上2人身亡。[25]
- 1992年3月6日，一架美国航空快车公司（英语：Airborne Express）的YS-11型飞机在俄亥俄州慧明顿（英语：Wilmington, Ohio）机场飞行训练，降落时因飞行员操作失误未放下起落架，机身触地着陆。[26]
- 1996年6月24日，一架菲律宾航空公司的YS-11型飞机在那牙机场（英语：Naga airport）滑行时撞击一座地面电力设施，飞机起火后焚毁。[27]
- 2000年2月16日，日空航空354號班機在札幌丘珠机场起飞时冲出跑道撞击跑道尽头的雪堤，机身损毁。[28]
- 2001年11月3日，一架计划飞往布隆迪的YS-11型飞机在伦敦紹森德機場被失控的高空煙火掉落点燃起火，机身焚毁。[29]
- 2005年9月11日，一架泰国普吉航空326号航班的YS-11型飞机在泰国美索机场（英语：Mae Sot Airpor）冲出跑道。[30]
- 2008年1月2日，一架菲律宾亞洲精神航空321号航班的YS-11型飞机在马斯巴特市莫伊塞斯·R·埃斯皮诺萨机场（英语：Moises R. Espinosa Airport）降落时冲出跑道。[31]
- 2009年9月28日，日本海上自卫队一架YS-11M-A型飞机在小月航空基地（日语：小月航空基地）降落时冲出跑道，机身损毁。[32]

## 目前營運航空公司及架數
- Fil-Asian Airways(2)

- Alcon(2) -2014.7

- 日本國內保安.防衛隊內的YS-11陸續除役中

- 2014年, 菲爾亞洲航空因營運上產生多重問題,例如員工的薪資無法按時支領,飛機的保養技術維護上問題導致機隊中的飛機產生不可預期的零件耗損等, 而導致公司關閉歇業)

## 外部連結
- 2006年9月30日YS-11最後飛行
- Japan Air Commuter